# Eugène Agricole
Pour les articles homonymes, voir Agricole.
Louis Eugène Augustin Agricole, né le 8 juin 1834 au Morne-à-Vache dans la banlieue de Basse-Terre (Guadeloupe) et mort le 30 avril 1901 à Sainte-Marie (Martinique), est un écrivain et homme politique français.

## Combat politique
Établi en Martinique, Eugène Agricole, celui qui était appelé « le père Agricole » devint conseiller général du canton de La Trinité en 1872 et président du conseil général de la Martinique en 1882 et le resta jusqu'en 1886. Il est maire de Sainte-Marie de 1893 à sa mort en 1901. Il joua un rôle important dans les luttes de 1880 en faveur de la République et œuvra pour la création de l'école laïque et le développement de la petite propriété rurale en Martinique. Il désirait également asseoir la liberté intellectuelle et sociale des noirs émancipés. Il présida la séance du 17 décembre 1884 au cours de laquelle le conseil général prit la décision de mettre un terme à l'immigration indienne qui constituait, à son avis, une concurrence déloyale aux travailleurs créoles. Il est fait chevalier de la Légion d'honneur en 1886.
Lors des grèves de février 1900, il est désigné comme l'un des arbitres du conflit qui opposait les ouvriers agricoles aux propriétaires d'exploitations agricoles et aux usiniers.
À sa mort, un hommage lui fut rendu par Amédée Knight et Joseph Clavius-Marius.
Une rue de Sainte-Marie porte son nom.

## Le poète engagé
Eugène Agricole publia des poèmes dans les journaux de Guadeloupe et de Martinique. Un poète engagé comme le prouve son poème datant de 1861, dédié à la veuve de l'homme politique martiniquais Auguste-François Perrinon. Il collabora aussi à l'Anthologie de la littérature antillaise de René Bonneville, Fleurs des Antilles, un recueil imprimé pour l'exposition universelle de 1900, où est publié son poème L'anse du fou et le trou Domingue.

## Œuvres
- Eugène Agricole, Les soupirs et les rêves, Nantes, Imprimerie Méchinaud et Giraudet, 1936